# Лесниково (Крым)
Леснико́во (до 1945 года Сти́ля; укр. Лісникове, крымскотат. Stilâ, Стиля) — исчезнувшее село в Бахчисарайском районе Республики Крым (согласно административно-территориальному делению Украины — Автономной Республики Крым), было центром Лесниковского, а ранее Стильского, сельсовета. Сегодня территория, на которой было расположено село, относится к Верхореченскому сельсовету.

## География
Находилось в верховьях Качинской долины, на левом притоке Качи реке Стиля в 8 км выше плотины Загорского водохранилища, на расстоянии около 30 километров от Бахчисарая. Относилось к совхозу Долинный.

## Название
Историческое название села — Стиля ни на одном из известных в Крыму языков не объясняется, но Василий Христофорович Кондараки и Бертье-Делагард считали, что деревня названа по якобы когда-то находившейся в ней церкви Св. Стилиана, малоизвестного в России, но почитаемого в Греции святого. В Списке населённых мест Таврической губернии на 1864 год приведено второе название деревни: Кастара Случайная.

## История

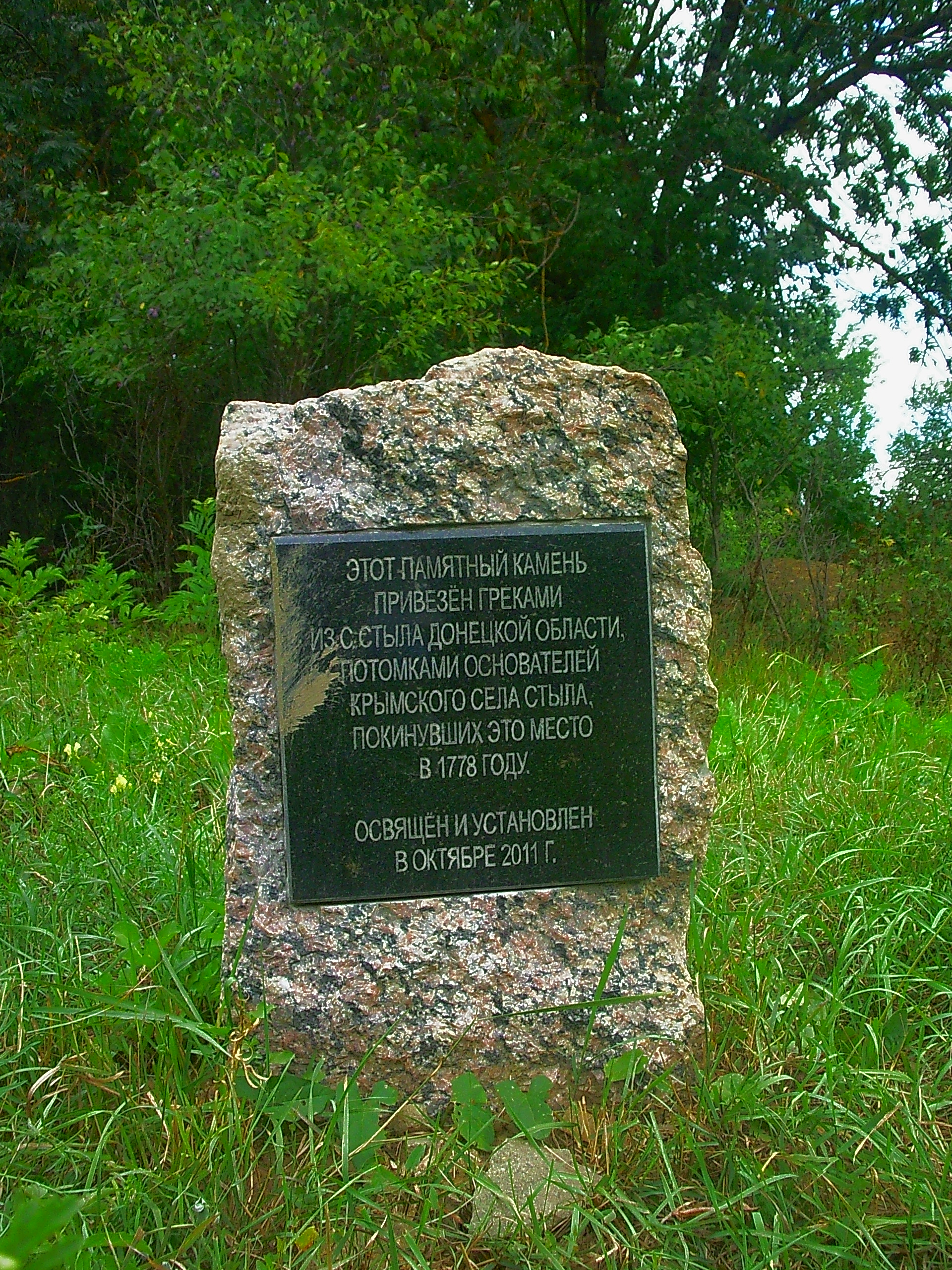
Памятный знак

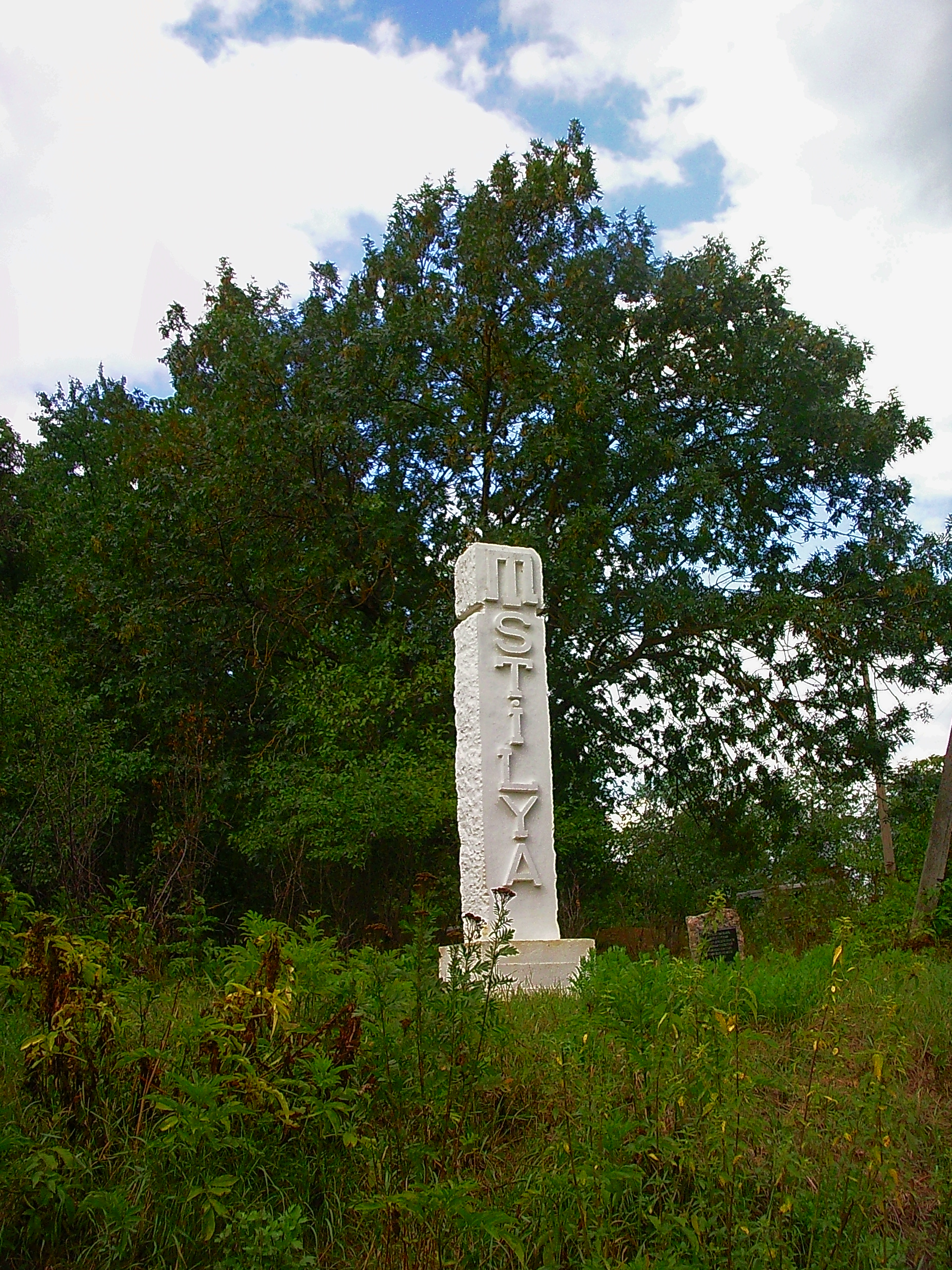
Памятный знак

Древнее село в горном Крыму — на его территории в 1954 году разведочными работами Горного отряда Бахчисарайского историко-археологического музея были обнаружены таврские каменные ящики VI—V века до н. э. — возможно, поселение существовало с того времени. С раннего средневековья Стиля была населёна крымскими греками-христианами — потомками аланов, видимо, со времени образования Крымского ханства входило в его состав. Впервые в известных источниках название Истиля встречается в османских налоговых ведомостях 1634 года, как селение, куда переселялись христиане из Судакского и Мангупского кадылыков Кефинского эялета) Османской империи, подданные турецкого султана. Всего ведомость фиксирует 23 двора иноверцев, все недавно переселившиеся, в том числе из Узенбаша 7 семей, из Бахадыр — 3, из Шума, Йалта, Агутки, Гаспра и Папа Никола — по 2, из Кучук Узеня, Дерекоя и Ай-Йорги — по 1 семье В документе Джизйе дефтер Лива-и Кефе  (Османская налоговая ведомость) 1652 года перечислены два десятка греков, жителей Истили — подданных султана, но также укзано, что это земля хана. В «Османском реестре земельных владений Южного Крыма 1680-х годов», согласно которому в 1686 году (1097 год хиджры) имеются записи о переселении множества греков-христиан из различных селений Кефинского эялета в Истили. Пётр Кеппен в труде «О древностях южнаго берега Крыма и гор Таврических» 1837 года сообщал о развалинах церкви Преображения с большим кладбищем (от которого в садах сохранялся ряд надгробий) и о надписи с именем иеромонаха Гервасия из Сумелийского монастыря около Трапезунда (это 1750-е — 1760-е годы).
В составе Крымского ханства, в его последний период, деревня Стиля входила в Муфтия Апралык кадылыка Бахчисарайского каймаканства, что записано в Камеральном Описании Крыма 1784 года. После русско-турецкой войны 1768—1774 годов русское правительство осуществило в 1778 году переселение в Приазовье крымских христиан.
В «Ведомости о выведенных из Крыма в Приазовье христианах» А. В. Суворова, от 18 сентября 1778 года, записано, что из деревни Стели выселено 1228 греков, по тому времени — маленький город. В упомянутом Камеральном Описании записано, что на декабрь 1783 года в Стиле, после выселения, осталось 135 пустых домов (с припиской «Все оныя дворы разорены») и 1 целая церковь. В ведомости «при бывшем Шагин Герее хане сочиненная на татарском языке о вышедших християн из разных деревень и об оставшихся их имениях в точном ведении его Шагин Герея» и переведённой 1785 году, содержится список 135 жителей-домовладельцев деревни Истиля, с подробным перечнем имущества и земельных владений. У многих жителей числилось по 2 дома, четверо хозяев имели по 3 дома, 24 дома разорены. Числились 2 «магазейна» (от крымскотат. магъаз — подвал), кладовые, амбары, имелись 3 водяные мельницы, у Налбант Андон записана лавка. Из земельных владений, в основном, перечисленны пашни и луга, несколько садов, иногда указаны льняные поля (видимо, основные пашни были под зерновыми), некоторые жители владели участками леса. Судя по собственным названиям многих угодий они располагались в отдалении от деревни. Деревня на тот год была передана во владение областного правления советнику' Матвею Никитичу Смирнову. В конце XVIII века, по свидетельству Кондараки, через село проходила одна из немногих на полуострове поддерживаемых в относительном состоянии дорог «от Бахчисарая, чрез деревню Узенбаш и Стилию в Ялту».
После присоединения Крыма к России (8) 19 апреля 1783 года, (8) 19 февраля 1784 года, именным указом Екатерины II сенату, на территории бывшего Крымского Ханства была образована Таврическая область и деревня была приписана к Симферопольскому уезду. Перед Русско-турецкой войной 1787—1791 годов производилось выселение крымских татар из прибрежных селений во внутренние районы полуострова, в ходе которого в Истиле было переселено 365 человек. В конце войны, 14 августа 1791 года всем было разрешено вернуться на место прежнего жительства. После Павловских реформ, с 12 декабря 1796 года по 1802 год, входила в Акмечетский уезд Новороссийской губернии. По новому административному делению, после создания 8 (20) октября 1802 года Таврической губернии, деревня была приписана к Махульдурской волости Симферопольского уезда.
По Ведомости о всех селениях в Симферопольском уезде состоящих с показанием в которой волости сколько числом дворов и душ… от 9 октября 1805 года, в Стиле в 48 дворах проживало 186 крымских татар и двое цыган. На военно-топографической карте генерал-майора Мухина 1817 года в Стиле числилось 72 двора. После реформы волостного деления 1829 года Стилю, согласно «Ведомости о казённых волостях Таврической губернии 1829 г», отнесли к Узенбашской волости (переименованной из Махульдурской). Именным указом Николая I от 23 марта (по старому стилю) 1838 года, 15 апреля был образован новый Ялтинский уезд, в котором была образована Богатырская волость в состав которой включили Стилю. На карте 1836 года в деревне 127 дворов, как и на карте 1842 года.
В 1860-х годах, после земской реформы Александра II, деревня осталась в составе преобразованной Богатырской волости. Согласно «Списку населённых мест Таврической губернии по сведениям 1864 года», составленному по результатам VIII ревизии 1864 года, Стиля (или Кастара Случайная) — казённая татарская деревня с 109 дворами, 507 жителями и 2 мечетями при речке Кастара. На трёхверстовой карте Шуберта 1865—1876 года — 118 дворов. На 1886 год в деревне Стиля, согласно справочнику «Волости и важнѣйшія селенія Европейской Россіи», проживало 715 человек в 130 домохозяйствах, действовало 2 мечети, школа и лавка. По «Памятной книге Таврической губернии 1889 года», по результатам Х ревизии 1887 года, в деревне числилось 135 дворов и 613 жителей. На карте 1891 года в Стиле 157 дворов с исключительно крымскотатарским населением.
После земской реформы 1890-х годов деревня осталась в составе Богатырской волости. Согласно «…Памятной книжке Таврической губернии на 1892 год», в деревне Стиля, входившей в Стильское сельское общество, было 683 жителя в 135 домохозяйствах, владевших 608 десятинами и 517 кв. саженью собственной земли и ещё 2 372 десятины в общем пользовании. По переписи 1897 года числился 751 житель, из них 744 мусульманина (при переписи 1897 года записывалось только вероисповедание, а так как крымские цыгане были мусульманами, точно определить национальный состав невозможно). По «…Памятной книжке Таврической губернии на 1900 год» в деревне числилось 1015 жителей в 105 дворах, владевших 608 десятинами в личном владении отдельно каждого домохозяина под фруктовым садом, сенокосами и пашнями. На 1914 год в селении действовала земская школа. По Статистическому справочнику Таврической губернии. Ч.II-я. Статистический очерк, выпуск восьмой Ялтинский уезд, 1915 год, в селе Стиля Богатырской волости Ялтинского уезда, числилось 152 двора с татарским населением в количестве 969 человек приписных жителей и 5 — «посторонних». Во владении было 3586 десятин земли, с землёй были 140 дворов и 12 безземельных. В хозяйствах имелось 120 лошадей, 50 волов, 76 коров, 80 телят и жеребят и 70 голов мелкого скота.
После установления в Крыму Советской власти, по постановлению Крымревкома от 8 января 1921 года была упразднена волостная система и село вошло в состав Коккозского района Ялтинского уезда (округа). Постановлением Крымского ЦИК и Совнаркома от 4 апреля 1922 года Коккозский район был выделен из Ялтинского округа и сёла переданы в состав Бахчисарайского района Симферопольского округа. 11 октября 1923 года, согласно постановлению ВЦИК, в административное деление Крымской АССР были внесены изменения, в результате которых округа (уезды) были ликвидированы, Бахчисарайский район стал самостоятельной единицей и село включили в его состав. Согласно Списку населённых пунктов Крымской АССР по Всесоюзной переписи 17 декабря 1926 года, в селе Стиля, центре Стильского сельсовета Бахчисарайского района, числилось 199 дворов, из них 198 крестьянских, население составляло 828 человек (402 мужчины и 426 женщин). В национальном отношении учтено 825 татар и 3 русских, действовала татарская школа. В период оккупации Крыма, с 19 по 22 декабря 1943 года, в ходе операций «7-го отдела главнокомандования» главнокомандования 17 армии вермахта против партизанских формирований, была проведена операция по заготовке продуктов с массированным применением военной силы, в результате которой село Стиля было сожжено и все жители вывезены в Дулаг 241. Было сожжено 196 домов, уцелел 21.
После освобождения Крыма, согласно постановлению ГКО № 5859 от 11 мая 1944 года, почти все жители Стили были депортированы в Среднюю Азию. 12 августа 1944 года было принято постановление № ГОКО-6372с «О переселении колхозников в районы Крыма» по которому в район планировалось переселить 6000 колхозников и в сентябре 1944 года в район приехали первые новосёлы (2146 семей) из Орловской и Брянской областей РСФСР, а в начале 1950-х годов последовала вторая волна переселенцев из различных областей Украины. 21 августа 1945 года, указом Президиума Верховного Совета РСФСР Стиля была переименована в Лесниково, а Стильский сельский совет в Лесниковский. С 25 июня 1946 года Лесниково в составе Крымской области РСФСР, а 26 апреля 1954 года Крымская область была передана из состава РСФСР в состав УССР. Время упразднения сельсовета пока не установлено: на 15 июня 1960 года село числилось в составе Предущельненского, на 1968 год — в составе Верхореченского.
В 1975 году жители села были переселены в связи с началом строительства Загорского водохранилища (завершено в 1980 году), как оказавшееся в санитарной зоне и официально исключено из списков сёл 17 февраля 1987 года.

## Динамика численности населения
| - 1805 год — 188 чел. - 1864 год — 507 чел. - 1886 год — 715 чел. - 1889 год — 613 чел. - 1892 год — 683 чел. | - 1897 год — 751 чел. - 1902 год — 1015 чел. - 1915 год — 969/5 чел. - 1926 год — 825 чел. - 1939 год — 893 чел. |